# Корган (Турция)
Корган (тур. Korgan) — город в провинции Орду Турции. Его население составляет 13,161 человек (2009). Высота над уровнем моря — 724 м.